# Kasserota mahua
Kasserota mahua är en insektsart som beskrevs av Melichar 1913. Kasserota mahua ingår i släktet Kasserota och familjen Lophopidae. Inga underarter finns listade i Catalogue of Life.